# 悲しみ2(TOO)ヤング
「悲しみ2(TOO)ヤング」（かなしみトゥーヤング）は、1981年（昭和56年）9月2日にリリースされた田原俊彦の6作目のシングル。

## 背景
前作から2ヶ月と、通常のリリース間隔より短期間で発売されたため、ジャケット左上には「Special Release」と印刷されている。これは、前作「キミに決定!」が真夏のイメージが強い曲で、8月後半以降プロモーションがしにくかったこともあるが、「話題作り」のためであったという。
同曲で、1981年末の『第32回NHK紅白歌合戦』へ2年連続の出場を果たした。

## 音楽性
表題曲は、田原が出演した江崎グリコのCMソング。2コーラス後の「Oh BaBy, I Can't Say Good-Bye」という台詞は、田原本人が考えたものである。直訳すると「（君に）さよならなんて言えないよ」となり、これは同時期の近藤真彦「ブルージーンズメモリー」に登場するセリフと全く一緒であった。

## 収録曲
| 全編曲: 船山基紀。 |                        |            |      |
| #                  | タイトル               | 作詞・作曲 | 時間 |
| 1.                 | 「悲しみ2(TOO)ヤング」 | 網倉一也   | 3:19 |
| 2.                 | 「悲しみよこんにちわ」 | 宮下智     | 3:44 |
| 合計時間:          | 合計時間:              | 合計時間:  | 7:03 |

## カバー
悲しみ2(TOO)ヤング
- 斎藤清六（1982年、アルバム『なんなんなんだ!?』収録）

## 参考資料
- アルバム『田原俊彦A面コレクション』（ポニーキャニオン、1986年）
- アルバム『BEST OF TOSHIHIKO TAHARA』（ポニーキャニオン、1998年）